# Lijst van burgemeesters van Leimuiden
Dit is een lijst van burgemeesters van de voormalige Nederlandse gemeente Leimuiden tot die gemeente op 1 januari 1991 opging in de nieuwe gemeente Jacobswoude.
| Ambtsperiode | Naam burgemeester                           | Partij of stroming | Bijzonderheden                                                                                   |
| ------------ | ------------------------------------------- | ------------------ | ------------------------------------------------------------------------------------------------ |
| 1825 - 1866  | Joannes van Beusekom                        |                    | tevens burgemeester van Kalslagen 1825-1854                                                      |
| 1866 - 1869  | Frans Herman Emerentius Hollertt            |                    |                                                                                                  |
| 1869 - 1874  | Cornelis Jacob Anton Wijnaendts (1841-1921) |                    | daarna burgemeester van Hoogblokland, Hoornaar, Noordeloos, Overschie en Schiebroek              |
| 1874 - 1882  | Gerardus Anne Haentjens Dekker              |                    | later burgemeester van Hekendorp, Lange Ruige Weide en Papekop                                   |
| 1882 - 1892  | François Marie Baud                         | liberaal           | later burgemeester van Zevenhoven en Nieuwveen                                                   |
| 1892 - 1894  | Jacob Hendrik Slicher                       |                    | later burgemeester van Zoeterwoude                                                               |
| 1894 - 1896  | mr. Jacob Bruijn                            |                    | later burgemeester van Hazerswoude                                                               |
| 1896 - 1921  | Theodorus Coenradus Casparus Ninaber        |                    | eerder burgemeester van Heerjansdam, sinds 1897 tevens burgemeester van Rijnsaterwoude           |
| 1922 - 1956  | Johannes Arnoldus Bakhuizen                 |                    | tevens burgemeester van Rijnsaterwoude (1922-1956) en burgemeester van Nieuwveen (1936-1956)     |
| 1956 - 1966  | Bauke Kammenga                              |                    | tevens burgemeester van Nieuwveen en Rijnsaterwoude                                              |
| 1966 - 1976  | Herman Lodewijk Breen                       | CHU                | tevens burgemeester van Nieuwveen en Rijnsaterwoude, eerder burgemeester van Kamerik en Zegveld. |
| 1976 - 1985  | Gerard (G.J.) van der Kroft                 | KVP / CDA          | tevens burgemeester van Nieuwveen en Rijnsaterwoude, later burgemeester van Lisse                |
| 1985 - 1991  | Maarten (M.J.J.M.) Boelen                   | VVD                | tevens burgemeester van Nieuwveen en Rijnsaterwoude, later burgemeester van Rijneveld/Rijnwoude  |